# Raffaele Monti
Pour les articles homonymes, voir Monti.

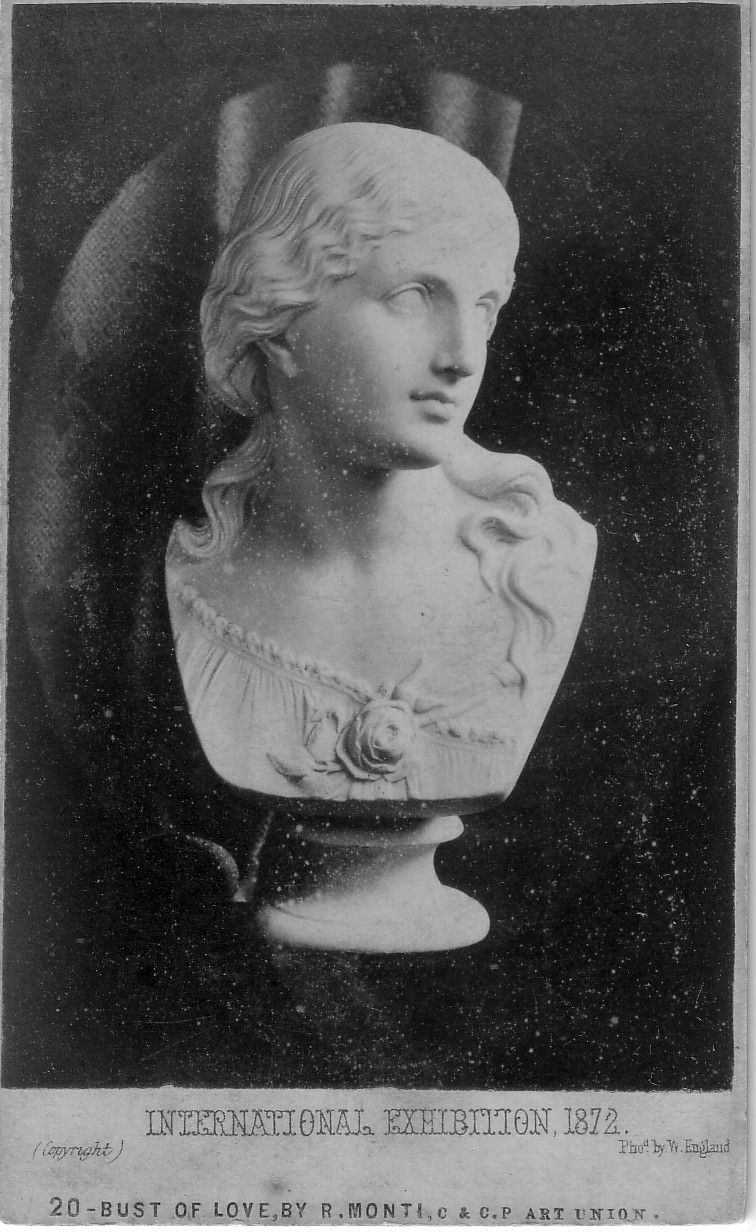

Raffaele Monti (1818–1881) est un sculpteur italien, originaire de Milan et actif en Angleterre de 1848 à sa mort. Il est connu pour ses sculptures voilées.

## Biographie
Né à Milan ou à Iseo, il est le fils du sculpteur Gaetano Matteo Monti. Il étudie à l'Académie impériale puis s'installe durant quatre ans à Vienne, où il collabore avec le sculpteur Ludwig Schaller pour un monument du musée national de Budapest. Il est de retour à Milan en 1842, puis en 1846, Monti s'installe pour deux ans en Angleterre où il crée A Veiled Vestal (1847). Après un séjour en Italie où il combat dans les forces révolutionnaires, il quitte l'Italie après la défaite de Custozza en 1848, et rejoint l'Angleterre, où il vit et travaille durant le reste de sa vie. Il est connu pour sa création de figures féminines voilées.
De 1859 à 1861, il publie des critiques d'art dans la Gazette des beaux-arts. Il expose Eve after the Fall à l'exposition de 1851 au palais de Crystal, puis en 1862, The Sleep of Sorrow and a Dream of Joy à la troisième exposition universelle.
Il meurt à Londres le 16 octobre 1881.

## Œuvres
- La Donna Velata (bust) 1845 Château de Racconigi
- Veiled Vestal 1847 Chatsworth House.
- A Circassian Slave in the Market Place at Constantinople 1850 Wallace Collection.
- Cupid et Modesty, 1853.
- Veritas 1853, Medeiros e Almeida Museum, Lisbonne.
- River Thames 1854 St John's Lock on the Thames below Lechlade réalisé pour le The Crystal Palace Sydenham
- La Donna Velata 1854 Metropolitan Museum of Art
- Proscenium Arch 1858 Royal Opera House
- Charles Stewart, 3rd Marquess of Londonderry 1858, Durham.
- Veiled Lady (buste) 1860 Minneapolis Institute of Art
- The Sleep of Sorrow and the Dream of Joy 1861 Victoria and Albert Museum
- The Mother 1871 Potteries Museum & Art Gallery

- Night 1862 Figurine Parian produite par Copeland
- Morning 1862 Figure Parian produite par Copeland

## Galerie

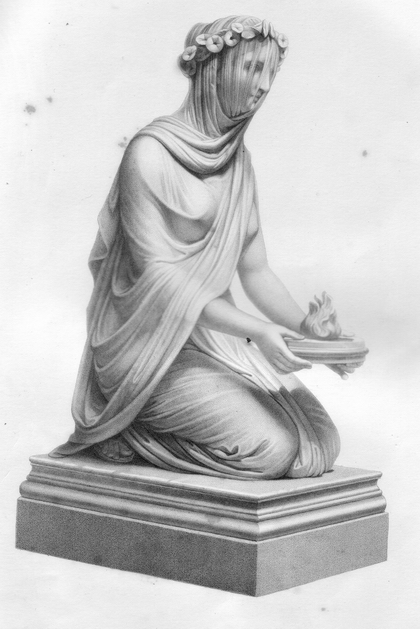
Veiled Vestal (en), vers 1848, Chatsworth House.
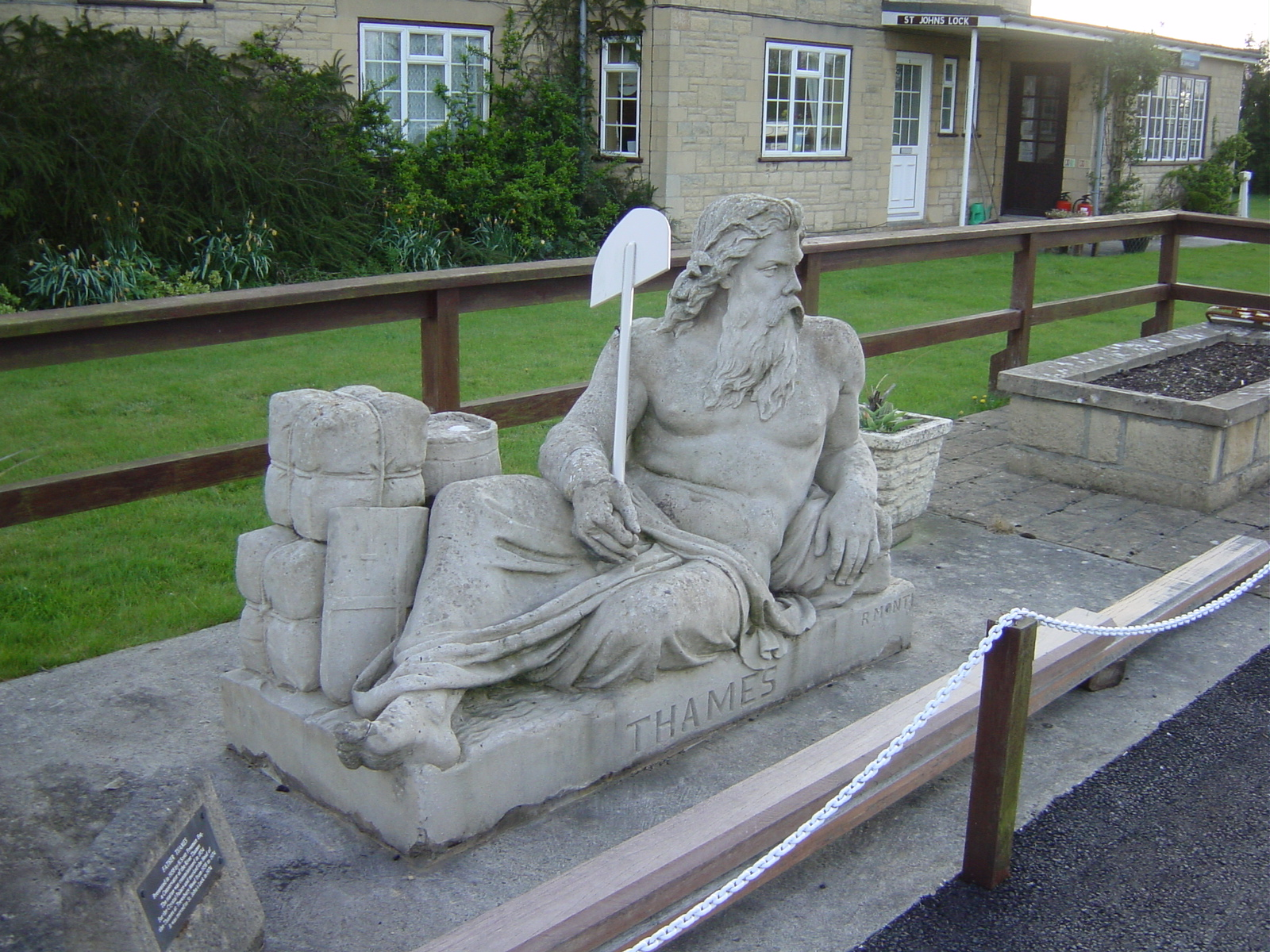
Father Thames, vers 1853, St John's Lock, Lechlade.
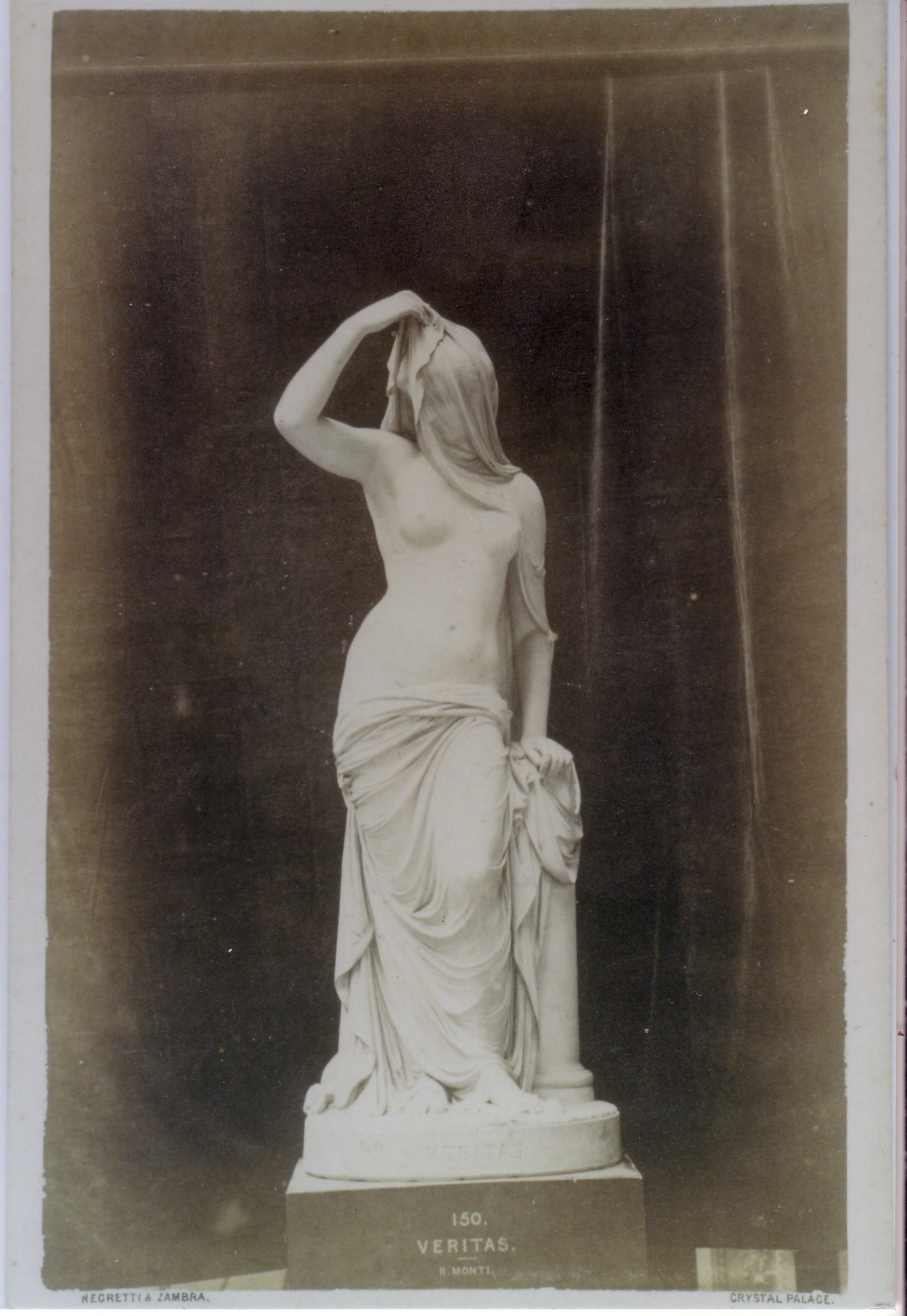
Veritas, vers 1853.
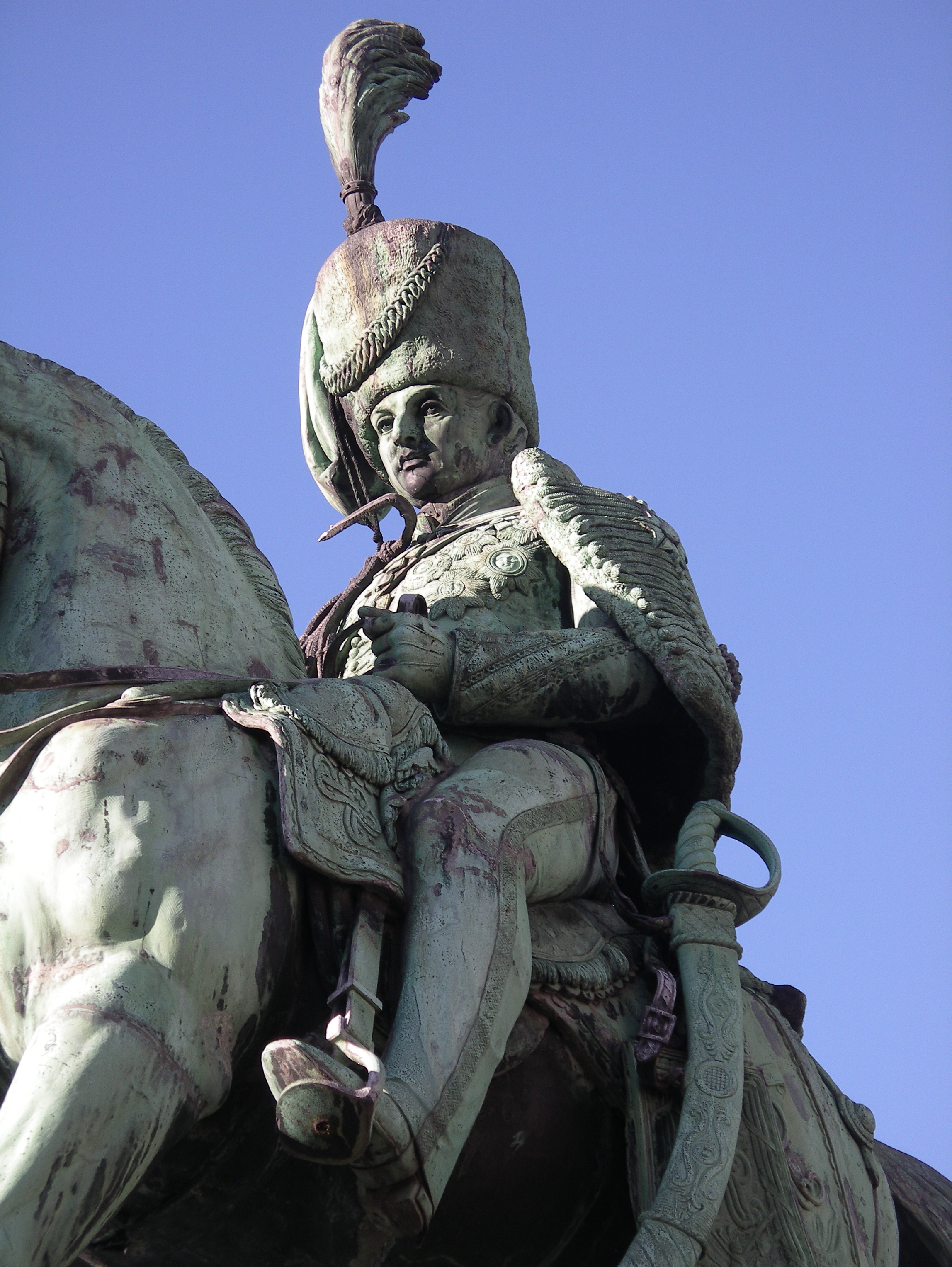
Charles Vane, vers 1861, Durham.
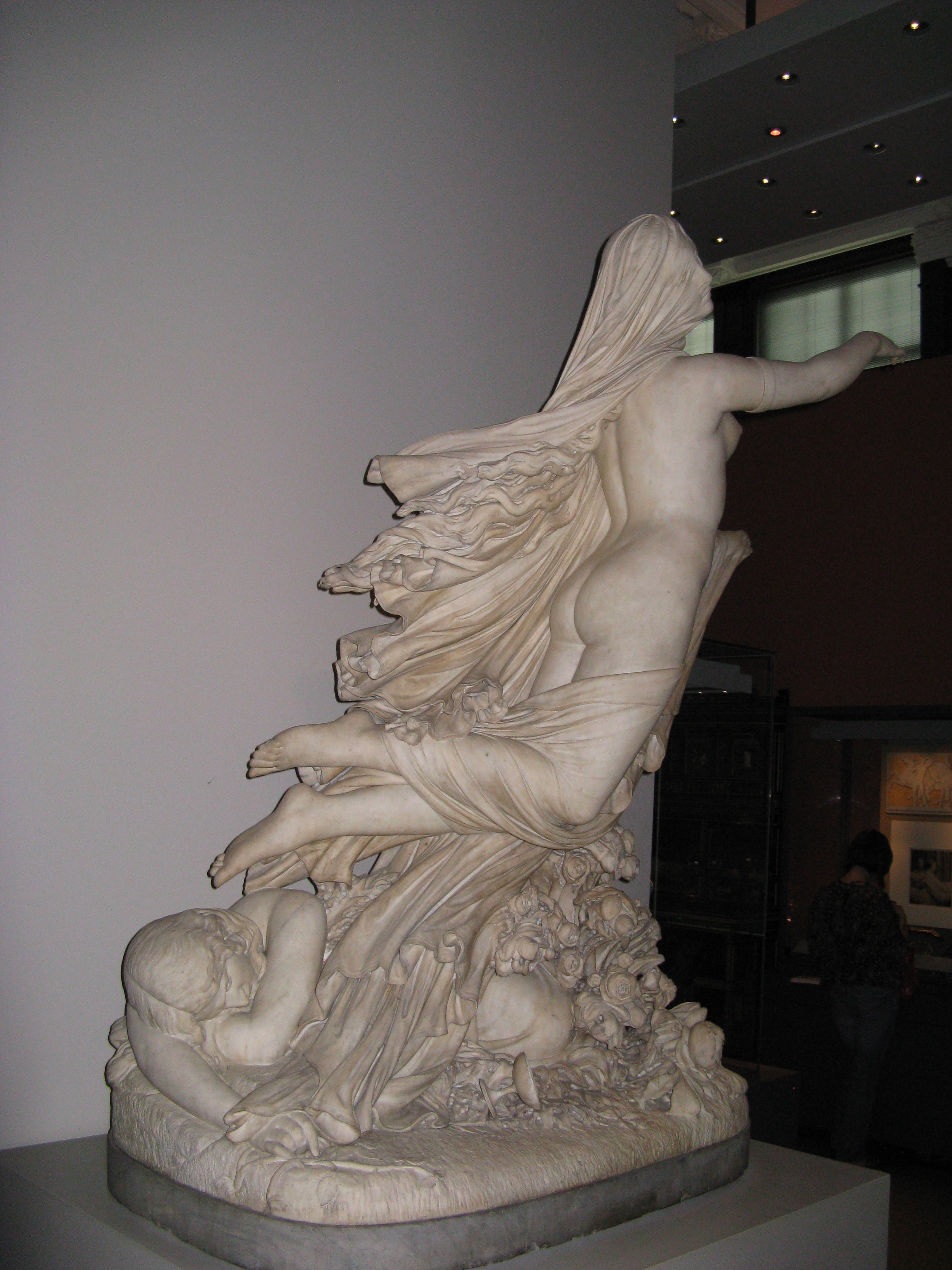
The Sleep of Sorrow and the Dream of Joy vers 1862, Victoria and Albert Museum
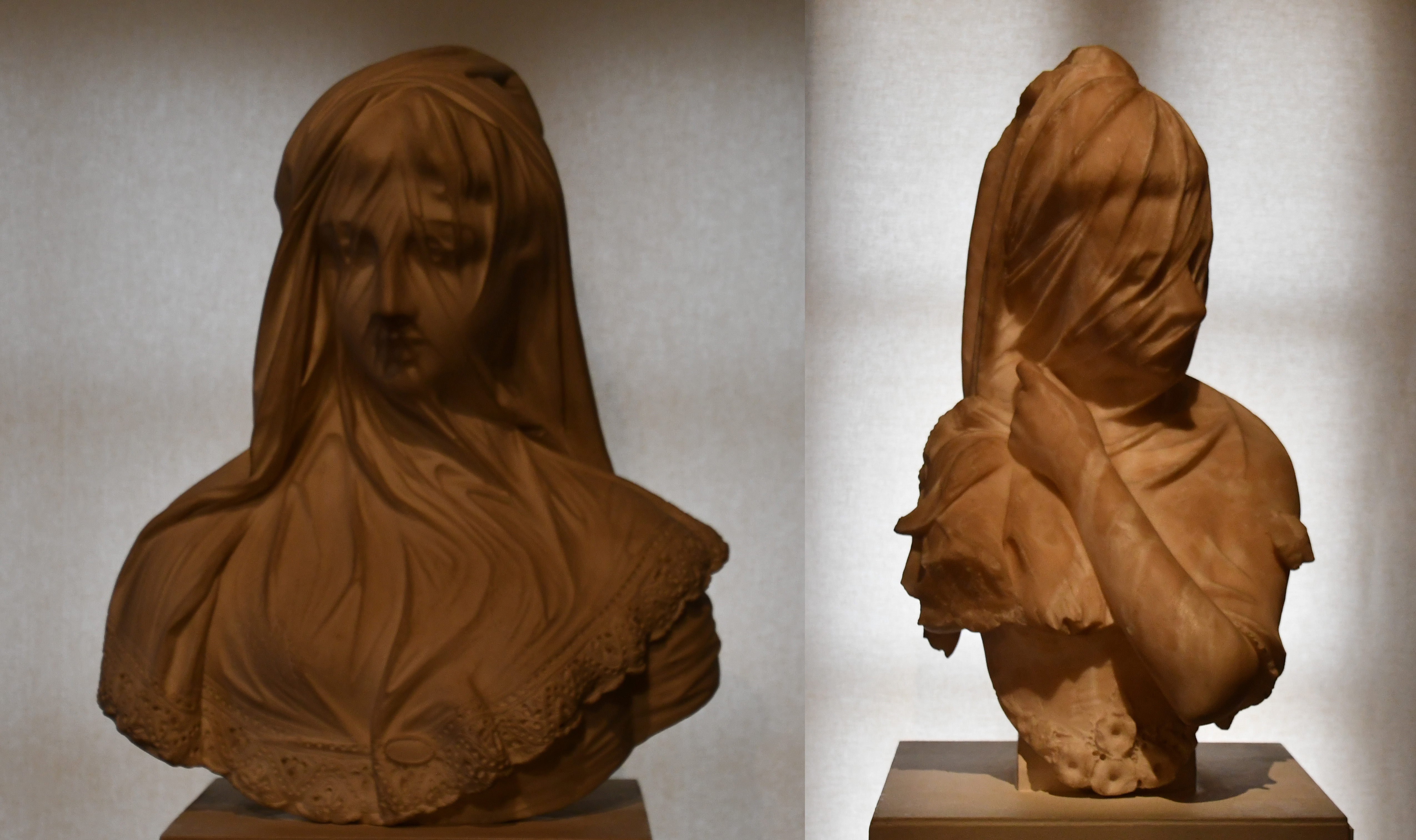
Bustes de femmes voilées, vers 1860, musée des Ursulines de Mâcon.